# Ponoi
Der Ponoi (russisch Поной, früher Trianæma) ist ein 426 km langer Fluss im Osten der Halbinsel Kola  in der Oblast Murmansk in Russland. Sein Einzugsgebiet umfasst 15.500 km². 

## Geographie
Die Quelle des Ponoi liegt im Südwesten des Keiwy-Hochlands, etwa 50 km östlich des Sees Lowosero im Zentrum der Kola-Halbinsel.
Der Fluss durchfließt in östlicher Richtung eine Landschaft aus Hügeln und sumpfigen Ebenen. 
Der Ponoi nimmt das Wasser mehrerer aus Norden kommender Zuflüsse auf, der größte dieser ist der Atscherjok. 
Unterhalb der Mündung des Purnatsch in den Ponoi, etwa 50 km vom Meer entfernt, ändert der Fluss Ponoi seinen Charakter. Er fließt nun durch Schluchten und bildet Stromschnellen.
Schließlich erreicht er seine Trichtermündung in das Weiße Meer südlich vom Kap Korabelni im äußersten Osten der Halkinsel Kola.
Der Fluss gefriert zwischen spätem Oktober und frühem November und bleibt bis in die erste Hälfte des Mai gefroren.

## Fauna
Der Fluss ist reich an Atlantischem Lachs (salmo salar). 
Er ist sehr beliebt bei europäischen Angeltouristen.